# 2019年スペイングランプリ
2019年スペイングランプリ (2019 Spanish Grand Prix) は、2019年のF1世界選手権第5戦として、2019年5月12日にカタロニア・サーキットで開催された。
正式名称は「FORMULA 1 EMIRATES GRAN PREMIO DE ESPAÑA 2019」。

## レース前
本レースでピレリが用意するドライタイヤのコンパウンドは、ハード（白）：C1、ミディアム（黄）：C2、ソフト（赤）：C3の最も硬い組み合わせ。
ヨーロッパラウンド最初のレースを迎え、各チームがマシンに大幅なアップデートを行った。
メルセデスは開幕からどこまで優勝や1-2フィニッシュ記録を伸ばせるか期待がかかる一方で、メルセデスにF1史上初の開幕から4戦連続1-2フィニッシュを許すなど苦戦が続くフェラーリは、パワーユニット（以下PU）を前倒しでスペック2にアップグレードすることを決めた。ただし、新スペックPUを使用するのはワークスの2台のみで、カスタマーのハースとアルファロメオは搭載を見送った。信頼性とパフォーマンスで苦戦を強いられているルノーもPUのアップグレードを行った。

## エントリーリスト
前戦アゼルバイジャンGPから変更なし。

## フリー走行
金曜午前のFP1は、セッション終盤にマックス・フェルスタッペンのPUにオイル漏れのトラブルが発生した。ホンダはレッドブルおよびトロ・ロッソの4台とも金曜日はスペック1で走行し、土曜のFP3から前戦アゼルバイジャンGPから投入したスペック2に交換するプランを立てていたが、フェルスタッペンのみ前倒しでスペック2に交換することになった。終了1分前にランス・ストロールがターン9でクラッシュして赤旗が出され、セッションはそのまま終了した。トップタイムはバルテリ・ボッタスの1分17秒951。
金曜午後のFP2は、ボッタスもオイル漏れが発生したものの速さは変わらず、1分17秒284でFP1に続きトップタイムを記録した。メルセデス勢はロングラン走行でもフェラーリ以下を圧倒した。スペック2のPUに交換したフェルスタッペンはフェラーリ勢にも及ばず、逆にハースにも迫られる状況だった。
土曜午前のFP3は、開始15分にセバスチャン・ベッテルが15コーナーのシケインの飛び込みでスピンを喫するも無事にコースへ復帰した。その5分後にはボッタスがターン5でスピンしてグラベルに捕まって脱出できず、赤旗が出されてセッションは中断する。ボッタスのマシンは速やかに回収され、セッション中にコースへ復帰することができ、最終的に3番手のタイムをマークした。残り5分を切ったところでジョージ・ラッセルがスピンアウトして壁にクラッシュしたため再び赤旗が出され、セッションはそのまま終了した。トップタイムはルイス・ハミルトンの1分16秒568。ラッセルはこのクラッシュでギアボックスの交換が必要となり、6戦以内のギアボックス交換により5グリッド降格が決まった。

## 予選
2019年5月11日 15:00 CEST(UTC+2)
バルテリ・ボッタスがコースレコードを更新する1分15秒406で3戦連続のポールポジションを獲得し、チームメイトのルイス・ハミルトンはアタックに苦戦したもののボッタスと0.634秒差の2番手に続き、メルセデスがフロントローを独占した。フェラーリ勢やレッドブル勢はメルセデスの速さに全く付いていけず、セバスチャン・ベッテル、マックス・フェルスタッペン、シャルル・ルクレール、ピエール・ガスリーの順となった。ベスト・オブ・レストはハースの2台でロマン・グロージャンが7番手、ケビン・マグヌッセンが8番手。トロ・ロッソ勢はダニール・クビアトが9番手、アレクサンダー・アルボンは11番手（予選結果は12番手だが、10番手のダニエル・リカルドが前戦アゼルバイジャンGPでのペナルティで3グリッド降格のため繰り上がり）からスタートする。

### 結果
| 順位                | No. | ドライバー                   | コンストラクター                   | Q1       | Q2       | Q3       | Grid |
| ------------------- | --- | ---------------------------- | ---------------------------------- | -------- | -------- | -------- | ---- |
| 1                   | 77  | バルテリ・ボッタス           | メルセデス                         | 1:16.979 | 1:15.924 | 1:15.406 | 1    |
| 2                   | 44  | ルイス・ハミルトン           | メルセデス                         | 1:17.292 | 1:16.038 | 1:16.040 | 2    |
| 3                   | 5   | セバスチャン・ベッテル       | フェラーリ                         | 1:17.425 | 1:16.667 | 1:16.272 | 3    |
| 4                   | 33  | マックス・フェルスタッペン   | レッドブル-ホンダ                  | 1:17.244 | 1:16.726 | 1:16.357 | 4    |
| 5                   | 16  | シャルル・ルクレール         | フェラーリ                         | 1:17.388 | 1:16.714 | 1:16.588 | 5    |
| 6                   | 10  | ピエール・ガスリー           | レッドブル-ホンダ                  | 1:17.862 | 1:16.932 | 1:16.708 | 6    |
| 7                   | 8   | ロマン・グロージャン         | ハース-フェラーリ                  | 1:18.042 | 1:17.066 | 1:16.911 | 7    |
| 8                   | 20  | ケビン・マグヌッセン         | ハース-フェラーリ                  | 1:17.669 | 1:17.272 | 1:16.922 | 8    |
| 9                   | 26  | ダニール・クビアト           | トロ・ロッソ-ホンダ                | 1:17.914 | 1:17.243 | 1:17.573 | 9    |
| 10                  | 3   | ダニエル・リカルド           | ルノー                             | 1:18.385 | 1:17.299 | 1:18.106 | 13 1 |
| 11                  | 4   | ランド・ノリス               | マクラーレン-ルノー                | 1:17.611 | 1:17.338 |          | 10   |
| 12                  | 23  | アレクサンダー・アルボン     | トロ・ロッソ-ホンダ                | 1:17.796 | 1:17.445 |          | 11   |
| 13                  | 55  | カルロス・サインツ           | マクラーレン-ルノー                | 1:17.760 | 1:17.599 |          | 12   |
| 14                  | 7   | キミ・ライコネン             | アルファロメオ-フェラーリ          | 1:18.132 | 1:17.788 |          | 14   |
| 15                  | 11  | セルジオ・ペレス             | レーシング・ポイント-BWTメルセデス | 1:18.286 | 1:17.886 |          | 15   |
| 16                  | 27  | ニコ・ヒュルケンベルグ       | ルノー                             | 1:18.404 |          |          | PL 2 |
| 17                  | 18  | ランス・ストロール           | レーシング・ポイント-BWTメルセデス | 1:18.471 |          |          | 16   |
| 18                  | 99  | アントニオ・ジョヴィナッツィ | アルファロメオ-フェラーリ          | 1:18.664 |          |          | 18 3 |
| 19                  | 63  | ジョージ・ラッセル           | ウィリアムズ-メルセデス            | 1:19.072 |          |          | 19 4 |
| 20                  | 88  | ロバート・クビサ             | ウィリアムズ-メルセデス            | 1:20.254 |          |          | 17   |
| 107% time: 1:22.367 |     |                              |                                    |          |          |          |      |
| ソース:             |     |                              |                                    |          |          |          |      |

追記
- ^1 - リカルドは前戦アゼルバイジャンGPでリバースギアを使って後進した際にクビアトと接触し、後にリタイアさせたため3グリッド降格[19][20]
- ^2 - ヒュルケンベルグはQ1走行中のクラッシュでフロントウィングを交換したが、クラッシュ前に使用していたものとは異なる仕様のウィングをつけたため、決勝はピットレーンからスタートする[21][22]。このペナルティを受け、規定を超えるパワーユニット交換（4基目のエンジン(ICE)、ターボチャージャー(TC)、MGU-Hと3基目のMGU-K、コントロールエレクトロニクス(EC)）を行った[23][24]
- ^3 - ジョヴィナッツィは予選でギアボックスを交換したため5グリッド降格[25][26]
- ^4 - ラッセルはFP3後にギアボックスを交換したため5グリッド降格[27][15]

## 決勝
2019年5月12日 15:10 CEST(UTC+2)
好スタートを決めたルイス・ハミルトンがチームメイトのバルテリ・ボッタスを抜いて、その後1度も首位の座を譲らず今シーズン3勝目を挙げ、ドライバーズランキング首位をボッタスから奪い返した。メルセデスはフリー走行から決勝まで他を圧倒し、開幕からの連続1-2フィニッシュを5に伸ばし、対するフェラーリ勢に対し早くも100ポイント近い差を付け、チャンピオン争いに一気に有利になった。メルセデス勢に続いたのはレッドブル・ホンダのマックス・フェルスタッペンで、開幕戦オーストラリアGP以来となる今シーズン2回目の表彰台を獲得し、ドライバーズランキングでもメルセデス勢に続く3位に浮上した。また、フェルスタッペンはドライバー・オフ・ザ・デーにも選出されている。フェラーリ勢はこのレースでも振るわず、去年と同じく表彰台を逃し、セバスチャン・ベッテルが4位、シャルル・ルクレールは5位に終わり、チームも落胆の色を隠せなかった。ホンダPU搭載マシンは4台とも完走し、ピエール・ガスリーが6位、ダニール・クビアトが9位で入賞を果たし、アレクサンダー・アルボンはロマン・グロージャンに僅かに及ばず11位で入賞を逃した。ベスト・オブ・レストは7位に入賞したハースのケビン・マグヌッセンで、チームメイトのグロージャンとともに今季初のダブル入賞を果たしたが、セーフティカー後のリスタートでチームメイト同士での接触を喫する場面があった。なおこの同士討ちは両者ともお咎めなしの裁定となった。母国グランプリのカルロス・サインツJr.は8位に入賞した。

### 結果
| 順位    | No. | ドライバー                   | コンストラクター                   | 周回数 | タイム/リタイア原因 | Grid | Pts. |
| ------- | --- | ---------------------------- | ---------------------------------- | ------ | ------------------- | ---- | ---- |
| 1       | 44  | ルイス・ハミルトン           | メルセデス                         | 66     | 1:35:50.443         | 2    | 26 1 |
| 2       | 77  | バルテリ・ボッタス           | メルセデス                         | 66     | +4.074              | 1    | 18   |
| 3       | 33  | マックス・フェルスタッペン   | レッドブル-ホンダ                  | 66     | +7.679              | 4    | 15   |
| 4       | 5   | セバスチャン・ベッテル       | フェラーリ                         | 66     | +9.167              | 3    | 12   |
| 5       | 16  | シャルル・ルクレール         | フェラーリ                         | 66     | +13.361             | 5    | 10   |
| 6       | 10  | ピエール・ガスリー           | レッドブル-ホンダ                  | 66     | +19.576             | 6    | 8    |
| 7       | 20  | ケビン・マグヌッセン         | ハース-フェラーリ                  | 66     | +28.159             | 8    | 6    |
| 8       | 55  | カルロス・サインツ           | マクラーレン-ルノー                | 66     | +32.342             | 12   | 4    |
| 9       | 26  | ダニール・クビアト           | トロ・ロッソ-ホンダ                | 66     | +33.056             | 9    | 2    |
| 10      | 8   | ロマン・グロージャン         | ハース-フェラーリ                  | 66     | +34.641             | 7    | 1    |
| 11      | 23  | アレクサンダー・アルボン     | トロ・ロッソ-ホンダ                | 66     | +35.445             | 11   |      |
| 12      | 3   | ダニエル・リカルド           | ルノー                             | 66     | +36.758             | 13   |      |
| 13      | 27  | ニコ・ヒュルケンベルグ       | ルノー                             | 66     | +39.241             | PL   |      |
| 14      | 7   | キミ・ライコネン             | アルファロメオ-フェラーリ          | 66     | +41.803             | 14   |      |
| 15      | 11  | セルジオ・ペレス             | レーシング・ポイント-BWTメルセデス | 66     | +46.877             | 15   |      |
| 16      | 99  | アントニオ・ジョヴィナッツィ | アルファロメオ-フェラーリ          | 66     | +47.691             | 18   |      |
| 17      | 63  | ジョージ・ラッセル           | ウィリアムズ-メルセデス            | 65     | +1 Lap              | 19   |      |
| 18      | 88  | ロバート・クビサ             | ウィリアムズ-メルセデス            | 65     | +1 Lap              | 17   |      |
| Ret     | 18  | ランス・ストロール           | レーシング・ポイント-BWTメルセデス | 44     | 接触                | 16   |      |
| Ret     | 4   | ランド・ノリス               | マクラーレン-ルノー                | 44     | 接触                | 10   |      |
| ソース: |     |                              |                                    |        |                     |      |      |

ファステストラップ
- ルイス・ハミルトン - 1:18.492（54周目）

ラップリーダー
- 1-66=ハミルトン（全周回トップ）

追記
- ^1 - ファステストラップの1点を含む

## レース後
スペイングランプリの開催契約は本年までで、フェルナンド・アロンソの引退に伴って観客動員の減少が見られたこともあり、翌年以降の開催が危ぶまれていたが、8月1日にカタルーニャ州が1年の開催延長を承認したことを発表した。

## 第5戦終了時点のランキング
|         | 順位 | ドライバー                 | ポイント |
| ------- | ---- | -------------------------- | -------- |
| 1       | 1    | ルイス・ハミルトン         | 112      |
| 1       | 2    | バルテリ・ボッタス         | 105      |
| 1       | 3    | マックス・フェルスタッペン | 66       |
| 1       | 4    | セバスチャン・ベッテル     | 64       |
|         | 5    | シャルル・ルクレール       | 57       |
| ソース: |      |                            |          |

|         | 順位 | コンストラクター                   | ポイント |
| ------- | ---- | ---------------------------------- | -------- |
|         | 1    | メルセデス                         | 217      |
|         | 2    | フェラーリ                         | 121      |
|         | 3    | レッドブル-ホンダ                  | 87       |
|         | 4    | マクラーレン-ルノー                | 22       |
|         | 5    | レーシング・ポイント-BWTメルセデス | 17       |
| ソース: |      |                                    |          |

- 注：ドライバー、コンストラクター共にトップ5のみ表示。